# Muscoda (Wisconsin)
Muscoda es una villa ubicada en el condado de Grant en el estado estadounidense de Wisconsin. En el Censo de 2010 tenía una población de 1.299 habitantes y una densidad poblacional de 342,82 personas por km².

## Geografía
Muscoda se encuentra ubicada en las coordenadas 43°11′14″N 90°26′2″O / 43.18722, -90.43389. Según la Oficina del Censo de los Estados Unidos, Muscoda tiene una superficie total de 3.79 km², de la cual 3.79 km² corresponden a tierra firme y (0%) 0 km² es agua.

## Demografía
Según el censo de 2010, había 1.299 personas residiendo en Muscoda. La densidad de población era de 342,82 hab./km². De los 1.299 habitantes, Muscoda estaba compuesto por el 98.92% blancos, el 0.31% eran afroamericanos, el 0.31% eran amerindios, el 0.08% eran asiáticos, el 0% eran isleños del Pacífico, el 0% eran de otras razas y el 0.38% pertenecían a dos o más razas. Del total de la población el 0.85% eran hispanos o latinos de cualquier raza.